# Săcădat
Săcădat là một xã thuộc hạt Bihor, România. Dân số thời điểm năm 2002 là 1918 người.